# Leonard Oprea
Leonard Oprea (n. 16 decembrie 1953 la Prejmer, Brașov) este un prozator, poet, haijin și eseist contemporan român și american. A urmat Liceul Andrei Șaguna din Brașov, apoi Universitatea Transilvania din Brașov, având și o specializare în mass-media la California State University la Chico, în 1990.

## Activitate profesională
Leonard Oprea debutează în 1981 cu proză scurtă în revista literară Vatra din Târgu Mureș.
În perioada 1981 - 1987 publică proză în principalele reviste literare naționale, pentru care primește premii literare naționale pentru proză scurtă în 1981, 1982, 1984, 1985.
Între 1978 și 1989 devine disident anticomunist . Este interogat de către Securitate. Participă la revolta muncitorilor din Brașov, din 15 noiembrie 1987. După această dată este interzis ca scriitor de către Cenzura ceaușista, prin înștiințare oficială din partea Consiliului Culturii și Educației Socialiste (CCES).
Între 1990 și 2006 publică în România articole și eseuri, proză în reviste literare și culturale naționale: Orizont, Timpul, Atelier LiterNet.
În 1992 creează Fundația Culturală "Vladimir Colin", onorînd cu premiile sale intelectuali români și americani-români, cum sunt: Vladimir Tismăneanu, Andrei Codrescu, Nicolae Manolescu, Șerban Foarță, Bogdan Ficeac, Radu Pavel Gheo, Mircea Opriță.
În 1995 fondează editura Athena Publishing House. Fondator, editor și patron al editurii Athena Publishing House, din București, Leonard Oprea editează și publică la această editură, în 1995, trei ediții bibliofile și bilingve (Engleză-Română - autor retroversiuni profesorul Bogdan Ștefănescu, Universitatea din București), cărți care prezintă poezii și eseuri create de Nichita Stănescu, Constantin Noica și Mircea Eliade. Aceste ediții speciale, Leonard Oprea le-a distribuit, non-profit, Bibliotecilor, Universităților, Institutelor Culturale și Ambasadelor din Europa, America și Japonia, având ca scop diseminarea Culturii Române în lumea întreagă.
Între 2003 și 2006 publică articole, proză, eseuri și meditații creștine în SUA si Canada, în săptămânalul New York Magazin, în revista culturală americano-română Romanian Times, în săptămânalul electronic internațional Acum., precum si în revista culturală Atheneum, din Vancouver, Canada (2005 și 2006) .
Printre cărțile publicate după 2008 a introdus două inovații literare, contribuții originale atât pentru literatura română cât si cea universală: romanul haiku si eseul "respirația." "Respiratia "– este o relativ scurtă, simplă și profundă meditație (aforism, cugetare, poezie, poem, proză scurtă etc.) încheiată întru doar un haiku ce re-deschide meditația spre noi universuri de întrebări și răspunsuri asupra condiției umane. De exemplu "Theophil Magus in America – 1001 Respirații” e compus din "respirații". Cele două romane haiku au apărut in limba engleză, "Theophil Magus in Baton Rouge - a haiku novel," și "The Daily Agony of Theophil Magus - Jazz & Blues Haiku Novel for Anna-Maria."    
Începând din 1999 a trăit în SUA, la Boston, Massachusetts, dar din 2015 s-a întors în Romania unde își continuǎ activitatea literară. Începînd din 2016, Leonard Oprea are o rubrică săptămînală în „Literatura de Azi”, revistă online sub egida Uniunii Scriitorilor din România. Publică în rubrica sa „Respirații” - noul tip de eseu creat de autor în SUA.
In 2021, seria "Theophil Magus" cuprinde 18 volume, cu numeroase laude de la critici. Criticul american Piero Scaruffi plasează  romanul **Cele Nouă Învățături ale lui Theophil Magus despre Magia Transilvană (vol. I din Trilogia lui Theophil Magus) pe locul 9 printre cele mai bune 10 romane în literatura română.
În 2022 publică vastul roman puzzle-suprarealist de acțiune, dragoste, istorie și analiză social-politică,**EPHPHATHA sau, Asasinul unui președinte considerat de criticul literar Marian Odangiu ca fiind "unul dintre cele mai bune romane social-politice și istorice din ultimii 30 de ani.", In noembrie 2023 autorul a căpătat "Premiul Special al Juriului Pentru Proză" din partea Uniunii Scriitorilor din Timișoara pentru aceasta carte..

## Cărți publicate

### Proză
- Domenii interzise, Ed. Albatros, 1984 – Marele Premiu pentru nuvela fantastică Colonia (din acest volum) la Convenția Națională pentru Literatură fantastică și science-fiction, Iași, 1981.
- Radiografia clipei (volum de proză scurtă interzis, 1987),Ed. Dacia, 1990; Ed. Curtea Veche Publishing (ediție critică); 2003. Editura Tracus Arte, București 2016 / ediție integrală, cu referințe critice, ilustrată), Prefața Gabriela Gavril. Postfața – Referințe critice: Nicolae Steinhardt, Liviu Antonesei, Vladimir Tismăneanu, etc.
- TRILOGIA lui THEOPHIL MAGUS
  - Cele Nouă Învățături ale lui Theophil Magus despre Magia Transilvană (vol. I din Trilogia lui Theophil Magus); Ed. Polirom, 2000; electronic book - Ed. LiterNet www.liternet.ro/; 2003.
  - Cartea lui Theophil Magus sau 40 de Povești despre om (vol. II din Trilogia lui Theophil Magus; prefața - Liviu Antonesei); Ed. Polirom, 2001; electronic book - Ed. LiterNet www.liternet.ro/; 2004.
  - The Book of Theophil Magus or 40 Tales about Man (vol. II din Trilogia lui Theophil Magus, versiune engleză - Bogdan Ștefănescu; prefața - Vladimir Tismăneanu); (ediție ilustrată ISBN 141075278X paperback); Ed. 1stBooks Library & Ingram Book Group; SUA, 2003; Ed. AuthorHouse & Ingram Book Group, SUA, 2004.
  - Meditațiile lui Theophil Magus sau Simple Cugetări Creștine la Început de Mileniu III (vol. III din Trilogia lui Theophil Magus); Ed. Polirom, 2002; electronic book - Ed. LiterNet www.liternet.ro/; 2004.
- Cămașa de forță (roman interzis, 1988); Ed. Nemira, 1992; Ed. Curtea Veche Publishing (ediție critică; prefața - Liviu Antonesei); 2004;  Editura Eikon, București, 2016 /ediție integrală, cu referințe critice, ilustrată) Prefața Gelu Vlașin. Postfața – Referințe critice: Liviu Antonesei, Mircea Mihăieș, Vladimir Tismaneanu, Val Condurache, etc.
- Theophil Magus - Confesiuni 2004-2006, Ed. Universal Dalsi (prefața - Vladimir Tismaneanu); 2007. În această carte, Leonard Oprea a creat în literatura româna și universală, un nou tip de eseu, “Respirația”.  Acest nou eseu, “Respirația” este o  relativ scurtă, simplă și profundă meditație încheiată întru doar un haiku, ce închide și /re-/deschide meditația spre noi universuri de întrebări și răspunsuri asupra condiției umane. În această carte există 100 de "Respirații"[11][12][13][14].

- Theophil Magus in Baton Rouge - a haiku novel, Ed. Xlibris Corporation/ a Random House Ventures/ ; (roman sui-generis compus din 101 haiku); (prefața - Bogdan Ștefanescu); (Library of Congress Control Number: 2007909824/ ediții ilustrate {{| ISBN13: 978-1-4363-0965-3|}} /Trade Paperback; {{|ISBN13: 978-1-4363-0966-0|}} /Hardback); SUA, 2008.

- Trilogy of Theophil Magus - The Truth, Ed. Xlibris Corporation/ a Random House Ventures/ ; (roman compus din povestiri filosofic-religioase); (prefața - Vladimir Tismaneanu; postfața - Liviu Antonesei): (Library of Congress Control Number: 2008901520/ ediții ilustrate:  {{|ISBN13: 978-1-4363-2365-9|}} /Trade Paperback; {{|ISBN13: 978-1-4363-2366-6|}} /Hardback); SUA, 2008.
- Theophil Magus living in Boston - Anna-Maria 101 breathings, Ed. Xlibris Corporation/ a Random House Venture/ ; (roman inedit cuprinzînd 101 “Respirații” despre Apocalipsa lumii americane la inceput de Mileniu III. Creat de Leonard Oprea, acest nou eseu in literatura universala, “Respirația” - este o  relativ scurtă, simplă și profundă meditație încheiată întru doar un haiku, ce închide și /re-/deschide meditația spre noi universuri de întrebări și răspunsuri asupra condiției umane.); (comentarii de coperta IV semnate de Nicolae Steinhardt și  Valeriu Gherghel): (Library of Congress Control Number: 2011910709/ ediții ilustrate si Ebook: ISBN: Hardcover 1-4628-9476-3 & 978-1-4628-9476-5/Softcover 1-4628-9475-5 & 978-1-4628-9475-8/ebook 1-4628-9477-1 & 978-1-4628-9476-5); SUA, 2011.
- The Daily Agony of Theophil Magus - Jazz & Blues Haiku Novel for Anna-Maria, Ed. Xlibris Corporation/ a Random House Ventures/ ; (roman sui-generis în literatura universală, cuprinzînd 170 haiku ilustrate prin 170 capodopere Jazz & Blues, ce pot fi ascultate și vizionate pe youtube website în timpul citirii fiecărui haiku; citate de coperta IV semnate de Andrei Codrescu, Gary Lawless, Sean Ramey; introducere de Gary Lawless); (Library of Congress Control Number: 2012908901/ISBN: Hardcover 978-1-4771-1431-5 /Softcover 978-1-4771-1430-8/ebook 978-1-4771-1432-2); SUA, 2012.
- “Theophil Magus in America – 1001 Respirații” Editura Kron-Art, Brașov,(volumul I)/ comentarii de coperta IV semnate de Mirela Roznoveanu și Valeriu Gherghel/ ISBN 978-973-1778-55-6), 2013.
- Hello God ( Trilogy of Theophil Magus- The Life / Volume III ), Ed. Xlibris Corporation/ a Random House Ventures/ ; (roman-eseu,  400 pag.; ilustrat alb-negru; introducere de Jeff Howe; texte de coperta IV: Vladimir Tismăneanu, Nicolae Steinhardt,  Jeff Howe); (Library of Congress Control Number:   2013917769/ ISBN:  Hardcover  978-1-4931-0719-3/ Softcover  978-1-4931-0718-6/ Ebook  978-1-4931-0720-9 - Kindle amazon.com ; Nook  barnesandnoble.com) SUA, 2013.
- Noi domenii interzise & Domenii interzise, Editura Tracus Arte, 2015, București, România, {{|ISBN 978-606-664-494-5|}}[15]
- Trilogia lui Theophil Magus (ediție integrală, ilustrată si adăugită, 690 pagini) . (Prefața: Vladimir Tismăneanu, Postfața: Liviu Antonesei)-Editura Eikon, București, România, 2015
- Lehamitea lui Theophil Magus (Prefața: Christian Crăciun; Postfața Mirela Roznoveanu și Vladimir Tismăneanu / ediție ilustrată)- Ed. Eikon, 2016, București, România / ISBN 978-606-711-517-8
- Theophil Magus - Moarte și Viață (roman, nuvele, povestiri) -  (Prefața: Alex. Ștefănescu, Postfața: Christian Crăciun) ediție ilustrată, Editura Eikon 2017, București, România /ISBN 978-606-711-669-4

- Trezirea Șoimului Theophil Magus- Editura Eikon 2019, București, România / ISBN 978-606-49-0076-0
- Metafizica Simplității lui Theophil Magus  (Prefața: Christian Crăciun; Postfața: Sandu Frunză)- Editura Eikon 2021, București, România ISBN 978-606-49-0536-9
- EPHPHATHA sau, Asasinul unui președinte?, ( roman ) (Prefață de Marian Odangiu , Postfață de Cosmin Perța, Victor Neumann și Sorin Antohi) - Editura Eikon, București, 2022, România /ISBN 978-606-49-0792-9
- DOMENII UNTERZISE, ediție jubiliară, ilustrată, povestiri și nuvele; (Prefață de Nicolae Steinhardt) editura Eikon,București, 2024, România. ISBN: 978-606-49-1183-4

### Antologii
- Ghilotina de scrum (Problema în România e cum să transformi cetățeanul invizibil într-un cetățean vizibil - convorbiri cu Vladimir Tismăneanu); Editura de Vest, 1992; Ed. Polirom, 2002.
- Time after Time (antologie de poezie internațională); Ed. The International Library of Poetry, SUA, 2000.

### e-books [ also included in the list above]
- Cămașa de forță (roman interzis, 1988; prefața - Gelu Vlasin); Editura LiterNet 2005.electronic book - Ed. LiterNet www.liternet.ro/; (prefața - Gelu Vlașin); 2005
- Cele Nouă Învățături ale lui Theophil Magus despre Magia Transilvană (vol. I din Trilogia lui Theophil Magus; prefața - Delia Oprea); Editura LiterNet2003.
- Cartea lui Theophil Magus sau 40 de Povești despre om (vol. II din Trilogia lui Theophil Magus; prefața - Liviu Antonesei); Editura LiterNet, 2006.
- The Book of Theophil Magus or 40 Tales about Man (vol. II din Trilogia lui Theophil Magus, versiune engleză - Bogdan Ștefănescu; prefața - Vladimir Tismăneanu); (e-book); Ed. 1st Books Library & Ingram Book Group, SUA, 2003; Ed. AuthorHouse & Ingram Book Group, SUA, 2004.
- Meditațiile lui Theophil Magus sau Simple Cugetări Creștine la Început de Mileniu III (vol. III din Trilogia lui Theophil Magus; prefața - Victor Neumann); Editura LiterNet 2004.
- Theophil Magus living in Boston - Anna-Maria 101 breathings, Ed. Xlibris Corporation/ a Random House Ventures/ ; ebook 1-4628-9477-1 & 978-1-4628-9476-5); SUA, 2011.
- The Daily Agony of Theophil Magus - Jazz & Blues Haiku Novel for Anna-Maria, Ed. Xlibris Corporation/ a Random House Ventures/; ebook 978-1-4771-1432-2); SUA, 2012.
- Hello God  (Trilogy of Theophil Magus- The Life / Volume III ), Ed. Xlibris Corporation/ a Random House Ventures/; ebook  978-1-4931-0720-9 - Kindle amazon.com ; Nook  barnesandnoble.com ) SUA, 2013.